# Balerna
Balerna är en ort och kommun  i distriktet Mendrisio i kantonen Ticino, Schweiz. Kommunen har 3 335 invånare (2023).
Balerna är en förort till Chiasso och en del av Chiassos godsbangård ligger i Balerna. 